# Изгои (телесериал, 2016)
«Изгои» (англ. Outsiders) — американский сериал, созданный Питером Маттеи. Сериал является третьим оригинальным телесериалом WGN America; премьера шоу состоялась 26 января 2016 года. 11 марта того же года сериал был продлён на второй сезон, премьера которого состоялась 24 января 2017 года.
14 апреля 2017 года телеканал WGN America объявил, что сериал закрыт после второго сезона.

## Сюжет
Действие сериала разворачивается в вымышленном городке Блэкбург, округ Крокетт, Кентукки, и рассказывает о борьбе клана Фарреллов за власть и контроль в горах Аппалачи.

## В ролях
- Дэвид Морс — «Старший Фостер» Фаррелл VI
- Джо Андерсон — Эйса Фаррелл
- Гиллиан Алекси — Джвинвер «Дживин» Фаррелл
- Райан Херст — «Младший Фостер» Фаррелл VIII
- Кристина Джексон — Салли Энн
- Кайл Галлнер — Хейсил Фаррелл
- Томас М. Райт — помощник шерифа Уэйд Хоутон мл.

## Производство
Изначально сериал назывался «Титаны» (англ. Titans); он был разработан Питером Маттеи и спродюсирован Питером Толаном и Полом Джаматти для Sony Pictures Television и Tribune Broadcasting. WGN America объявил о съёмках первого сезона из 13-ти эпизодов в августе 2014 года. Производство началось в Питтсбурге 5 мая 2015 года; съёмки продолжались до сентября того же года. Сцены в горах были сняты в Парке семьи Генри Кауфмана в Монровилле, Пенсильвания, а декорации были выстроены в одном из районов Питтсбурга. Сцены вымышленного города Блэкбурга, Кентукки, у подножья гор были сняты в Миллвэйле, Пенсильвания.
Производство второго сезона началось в середине 2016 года в тех же местах Питтсбурга.

## Отзывы критиков
На Rotten Tomatoes первый сезон сериала держит 78% «свежести». На сайте-агрегаторе Metacritic сериал «Изгои» получил 63 балла из ста, что основано на 17-ти «в общем положительных» отзывах критиков.